# 第137師団 (日本軍)
第137師団（だいひゃくさんじゅうななしだん）は、大日本帝国陸軍の師団の一つ。

## 沿革
1945年（昭和20年）に入り、関東軍は南方へ兵力の過半数を引き抜かれていたが満州居留邦人15万名、在郷軍人25万名を「根こそぎ動員」、さらに中国戦線から4個歩兵師団を戻してなんとか74万人の兵員を調達した。さらに以前関東軍特種演習により本土から輸送させた戦車200輌、航空機200機、火砲1000門も健在であった。しかし兵員の半数以上は訓練不足、日ソ中立条約違反を想定していなかった関東軍首脳部の混乱、物質不足（砲弾は約1200発ほどで、航空部隊のほとんどが戦闘未経験者。また小銃が行き渡らない兵士だけでも10万名以上）のため事実上の戦力は30万名程度だったといわれている。
第137師団は、同年7月の「根こそぎ動員」の際に編成された師団の一つである。同時に第134・第135・第136・第138・第139・第148・第149師団が編成された。軍令陸甲第106号下令により、朝鮮咸鏡北道羅南において、まず関東州警備隊司令官柳田元三中将を編成管理官として師団司令部要員、連隊本部要員などを召集。ついで羅南師管区（司令官： 西脇宗吉中将）が担任して第79師団（師団長：太田貞昌中将）からの転属者および在満召集者を以って編成業務に入り、8月初旬兵器未充足ならびに欠員多数のまま編成を完結するとともに。第34軍戦闘序列に編入された。
師団人員約1万名。師団幹部はいずれも老齢者や病弱者で、歩兵連隊長も隊務経験は長かったが実戦経験に乏しかった。将校の大部は本来不可充要員であった者を召集して充当したため、指揮能力が懸念された。下士官兵は差し出し部隊の努力により素質良好であった。なお兵員の中に多数の朝鮮半島出身者を含んでいた。師団長秋山中将は、着任早々戦闘能力と団結力の速成をめざした訓練実施を命令した。兵器は小銃、軽機関銃を主体とし、手榴弾と砲がなく、工兵資材、通信機も殆どなく、自動車は3輌で終戦時の師団保有糧秣わずか2日分という状況であった。
師団編合部隊は編成地にて基本訓練ならびに陣地構築に従事していたが、8月9日ソ連軍満洲侵入の報に伴い、咸興地区全体の防衛に任ずるため、咸鏡南道定平へ移動し同地区郊外および西方山地帯へ展開して陣地構築に従事した。翌10日関東軍総司令官臨時動員下令により師団後方部隊の編成業務を開始した。
同月15日停戦の大詔により秋山師団長は半島出身兵の召集を解除、師団後方部隊の編成は中止となった。第34軍司令官櫛淵鍹一中将の命令により師団全部隊を定平、富坪地区への集結を準備した。17日早朝師団長秋山中将が自決。同日第17方面軍直轄となり、師団主力を平壌へ移動するよう下令された。師団編合部隊は鉄道輸送により咸鏡線、平元線を使って概ね20日頃までに平壌に到着した。
同月24日から28日にかけ、師団主力は平壌市内にてソ連軍により武装解除された。在満召集将校の一部は満洲へ向け出発し、大部は三合里に収容されたのち翌年6月ごろからソ連領へ移送されてシベリアへ抑留された。

## 概要

### 歴代師団長
- 秋山義兌 予備役中将：1945年（昭和20年）7月16日[1] - 終戦

### 参謀長
- 三原七郎 大佐：1945年（昭和20年）7月26日 - 終戦[2]

### 最終司令部構成
- 参謀長：三原七郎大佐

### 最終所属部隊
- 歩兵第374連隊（羅南）：竹林凡夫大佐
- 歩兵第375連隊（羅南）：船木健次郎大佐
- 歩兵第376連隊（会寧）：林信行大佐
- 野砲兵第137連隊（羅南）：大津山勝二少佐
- 工兵第137連隊（会寧）：岳村柾少佐
- 輜重兵第137連隊（羅南）：立間至少佐
- 第137師団挺進大隊（羅南）：北村忠光大尉
- 第137師団通信隊（羅南）：小原巌大尉